# Avant-lès-Marcilly
Avant-lès-Marcilly és un municipi francès situat al departament de l'Aube i a la regió del Gran Est. L'any 2007 tenia 476 habitants.

## Demografia

### Població
El 2007 la població de fet d'Avant-lès-Marcilly era de 476 persones. Hi havia 185 famílies de les quals 39 eren unipersonals (27 homes vivint sols i 12 dones vivint soles), 54 parelles sense fills, 77 parelles amb fills i 15 famílies monoparentals amb fills.
La població ha evolucionat segons el següent gràfic:
Habitants censats

### Habitatges
El 2007 hi havia 223 habitatges, 183 eren l'habitatge principal de la família, 22 eren segones residències i 17 estaven desocupats. 222 eren cases i 1 era un apartament. Dels 183 habitatges principals, 146 estaven ocupats pels seus propietaris, 35 estaven llogats i ocupats pels llogaters i 3 estaven cedits a títol gratuït; 8 tenien dues cambres, 24 en tenien tres, 43 en tenien quatre i 108 en tenien cinc o més. 145 habitatges disposaven pel capbaix d'una plaça de pàrquing. A 82 habitatges hi havia un automòbil i a 92 n'hi havia dos o més.

### Piràmide de població
La piràmide de població per edats i sexe el 2009 era:
| Homes | Edats   | Dones |
| ----- | ------- | ----- |
| 0     | 95 o +  | 0     |
| 0     | 90 a 94 | 0     |
| 4     | 85 a 89 | 4     |
| 12    | 80 a 84 | 4     |
| 8     | 75 a 79 | 8     |
| 4     | 70 a 74 | 4     |
| 8     | 65 a 69 | 8     |
| 24    | 60 a 64 | 12    |
| 4     | 55 a 59 | 8     |
| 16    | 50 a 54 | 20    |
| 16    | 45 a 49 | 8     |
| 20    | 40 a 44 | 16    |
| 16    | 35 a 39 | 16    |
| 12    | 30 a 34 | 16    |
| 8     | 25 a 29 | 12    |
| 4     | 20 a 24 | 4     |
| 20    | 15 a 19 | 16    |
| 12    | 10 a 14 | 24    |
| 16    | 5 a 9   | 8     |
| 0     | 0 a 4   | 8     |

## Economia
El 2007 la població en edat de treballar era de 295 persones, 217 eren actives i 78 eren inactives. De les 217 persones actives 193 estaven ocupades (109 homes i 84 dones) i 24 estaven aturades (12 homes i 12 dones). De les 78 persones inactives 35 estaven jubilades, 22 estaven estudiant i 21 estaven classificades com a «altres inactius».

### Ingressos
El 2009 a Avant-lès-Marcilly hi havia 188 unitats fiscals que integraven 502 persones, la mediana anual d'ingressos fiscals per persona era de 20.300 €.

### Activitats econòmiques
Dels 9 establiments que hi havia el 2007, 2 eren d'empreses extractives, 5 d'empreses de construcció, 1 d'una empresa de comerç i reparació d'automòbils i 1 d'una empresa d'hostatgeria i restauració.
Dels 4 establiments de servei als particulars que hi havia el 2009, 1 era un guixaire pintor, 2 lampisteries i 1 electricista.
L'any 2000 a Avant-lès-Marcilly hi havia 23 explotacions agrícoles que ocupaven un total de 2.610 hectàrees.

## Equipaments sanitaris i escolars
El 2009 hi havia una escola elemental.

## Poblacions més properes
El següent diagrama mostra les poblacions més properes.